# Косьцежин-Великий
Косьцежин-Великий (пол. Kościerzyn Wielki, нім. Karlsbach, Kreis Wirsitz) — село в Польщі, у гміні Вижиськ Пільського повіту Великопольського воєводства.
Населення — 342 особи (2011).
У 1975-1998 роках село належало до Пільського воєводства.

## Демографія
Демографічна структура станом на 31 березня 2011 року:
|          | Загалом | Допрацездатний вік | Працездатний вік | Постпрацездатний вік |
| -------- | ------- | ------------------ | ---------------- | -------------------- |
| Чоловіки | 165     | 41                 | 114              | 10                   |
| Жінки    | 177     | 49                 | 94               | 34                   |
| Разом    | 342     | 90                 | 208              | 44                   |